# البوابة الذهبية (كييف)

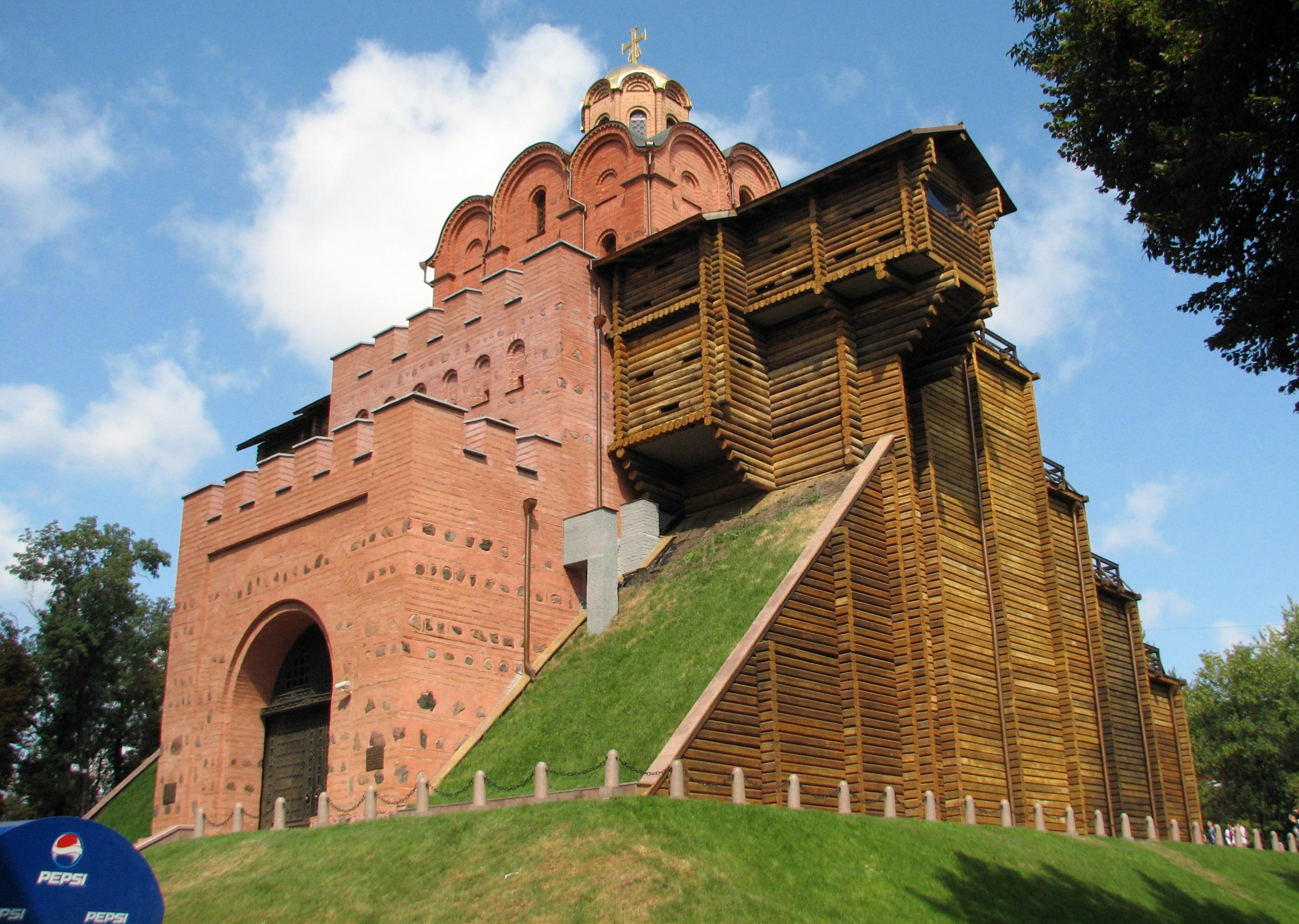
منظر البوابة الذهبية.

البوابة الذهبية (بالأوكرانية: Золоті ворота) وهو معلم مُهِم في مدينة كييف القديمة وقد كانت بوابة لطريق البوابة التاريخي في حصن المدينة وهو متمركز في عاصمة أوكرانيا وحالياً هو قبلة سياحية في البلد حيث يمر خط سكك حديد من عنده وقد صممت من قبل ياروسلاف الحكيم على الطراز البيزنطي بنيت مابين فترة 1017-1024 ميلادية.